# Smilax purhampuy
Smilax purhampuy är en enhjärtbladig växtart som beskrevs av Hipólito Ruiz López. Smilax purhampuy ingår i släktet Smilax och familjen Smilacaceae. Inga underarter finns listade.